# Carl-von-Ossietzky-Preis für Zeitgeschichte und Politik
Der Carl-von-Ossietzky-Preis für Zeitgeschichte und Politik wird alle zwei Jahre am 4. Mai, dem Todestag des Friedensnobelpreisträgers Carl von Ossietzky, von der Stadt Oldenburg verliehen. Der Preis ist mit 10.000 Euro dotiert. Er wurde 1981 ausgelobt und 1984 erstmals verliehen.
Ausgezeichnet werden Arbeiten über Leben und Werk von Carl von Ossietzky oder über den Widerstand gegen den Nationalsozialismus oder über die demokratische Tradition und Gegenwart in Deutschland.
Der Carl-von-Ossietzky-Preis ist nicht zu verwechseln mit der Carl-von-Ossietzky-Medaille der Internationalen Liga für Menschenrechte oder der Carl-von-Ossietzky-Medaille des Friedensrates des DDR.

## Preisträger
- 1981: nicht vergeben
- 1984: Hannelore Oelke, Matthias von Hellfeld
- 1986: Gerhard Zwerenz, Bernhard vom Brocke
- 1988: Ingo Müller, Karl Holl
- 1990: Rainer Marwedel
- 1992: Helga Bemmann, Horst Sassin
- 1994: Israel Gutman[1]
- 1996: Werner Boldt, Helmut Donat
- 1998: Hans Mommsen
- 2000: Sergei Kowaljow
- 2002: Uri Avnery
- 2004: Noam Chomsky
- 2006: Volkhard Knigge
- 2008: Inge Deutschkron
- 2010: Włodzimierz Borodziej
- 2012: Ágnes Heller
- 2014: Irina Scherbakowa
- 2016: Ahmad Mansour[2]
- 2018: Deborah Lipstadt[3]
- 2020: Carolin Emcke[4]
- 2022: Igor Levit[5]
- 2024: Anne Applebaum[6]